# 서울특별시의 스포츠
서울은 대한민국의 근대 스포츠가 시작된 도시이며 대한민국 스포츠의 중심도시이다. 1986년 아시안 게임, 1988년 하계 올림픽, 1988년 하계 패럴림픽을 개최하였으며 2002년 FIFA 월드컵의 개막전과 4강전을 비롯한 총 3경기가 서울월드컵경기장에서 치러졌다. 서울특별시 송파구에는 1986년 아시안 게임과 1988년 하계 올림픽의 개막식, 폐막식이 있었던 서울올림픽주경기장과 이를 기념하는 올림픽공원이 있으며, 마포구에는 월드컵공원이 있다.
대한민국에서 가장 많은 프로스포츠팀을 보유한 도시이며 특히 프로스포츠 양대 산맥인 프로축구 K리그와 프로야구 KBO 리그에서 1990년 럭키금성 황소 (현 FC 서울)와 LG 트윈스 그리고 2016년 FC 서울과 두산 베어스의 2차례 동반 리그 우승을 달성하였다.

## 클럽

### 야구
| 리그명   | 구단명        | 창단연도 | 홈경기장              |
| -------- | ------------- | -------- | --------------------- |
| KBO 리그 | LG 트윈스     | 1982년   | 서울종합운동장 야구장 |
| KBO 리그 | 두산 베어스   | 1982년   | 서울종합운동장 야구장 |
| KBO 리그 | 키움 히어로즈 | 2008년   | 고척스카이돔          |

### 축구
| 리그명 | 구단명                  | 창단연도 | 홈경기장                        |
| ------ | ----------------------- | -------- | ------------------------------- |
| K리그1 | FC 서울                 | 1983년   | 서울월드컵경기장                |
| K리그2 | 서울 이랜드 FC          | 2014년   | 서울올림픽주경기장              |
| K4리그 | 서울 노원 유나이티드 FC | 2007년   | 마들스타디움                    |
| K4리그 | 서울 중랑 축구단        | 2012년   | 중랑구립잔디운동장              |
| WK리그 | 서울시청 여자 축구단    | 2004년   | 효창운동장 서울올림픽보조경기장 |

### 농구
| 리그명 | 구단명           | 창단연도 | 홈경기장       |
| ------ | ---------------- | -------- | -------------- |
| KBL    | 서울 삼성 썬더스 | 1978년   | 잠실실내체육관 |
| KBL    | 서울 SK 나이츠   | 1997년   | 잠실학생체육관 |

### 배구
| 리그명        | 구단명                | 창단연도 | 홈경기장   |
| ------------- | --------------------- | -------- | ---------- |
| V-리그 남자부 | 서울 우리카드 우리WON | 2008년   | 장충체육관 |
| V-리그 여자부 | GS칼텍스 서울 KIXX    | 1970년   | 장충체육관 |

## 우승

### 야구
| 리그     | 클럽          | 우승                       | 준우승                           |
| -------- | ------------- | -------------------------- | -------------------------------- |
| KBO 리그 | 두산 베어스   | 4 (1995, 2001, 2015, 2016) | 5 (2000, 2005, 2007, 2008, 2013) |
| KBO 리그 | LG 트윈스     | 2 (1990, 1994)             | 4 (1983, 1997, 1998, 2002)       |
| KBO 리그 | 넥센 히어로즈 | 0                          | 1 (2014)                         |

### 축구
※ FC 서울은 서울 연고 시절인 1990–1995시즌, 2004–현재 / 일화 천마 (현 성남 FC)는 서울 연고 시절인 1989–1995시즌 / 유공 코끼리 (현 제주 유나이티드는 서울 연고 시절인 1991–1995시즌 성적만 기재

※ 리그 디비전은 우승 당시 기준으로 기재

#### 국내 대회
- 리그 타이틀

| 클럽        | 우승                       | 준우승         |
| ----------- | -------------------------- | -------------- |
| 일화 천마   | 3 (1993, 1994, 1995)       | 1 (1992)       |
| FC 서울     | 4 (1990, 2010, 2012, 2016) | 2 (1993, 2008) |
| 유공 코끼리 | 0                          | 1 (1994)       |

- 리그컵

| 클럽      | 우승           | 준우승               |
| --------- | -------------- | -------------------- |
| FC 서울   | 2 (2006, 2010) | 3 (1992, 1994, 2007) |
| 일화 천마 | 1 (1992)       | 1 (1994)             |

- FA컵

| 클럽    | 우승     | 준우승         |
| ------- | -------- | -------------- |
| FC 서울 | 1 (2015) | 2 (2014, 2016) |

#### 국제 대회
- AFC 챔피언스리그

| 클럽      | 우승     | 준우승   |
| --------- | -------- | -------- |
| 일화 천마 | 1 (1995) | 0        |
| FC 서울   | 0        | 1 (2013) |

#### 여자 축구
| 리그   | 클럽                 | 우승 | 준우승   |
| ------ | -------------------- | ---- | -------- |
| WK리그 | 서울시청 여자 축구단 | 0    | 1 (2013) |

### 배구
※ GS칼텍스 서울 KIXX은 서울 연고 시절인 2009-현재 성적만 기재
※ 2012~2013시즌 장충체육관 리모델링 공사로 인해 구미시에 위치한 박정희체육관을 임시 홈 구장으로 사용했으며, 장충체육관 리모델링 공사가 2014년 11월까지 지연되어 평택시의 이충문화체육센터 실내체육관을 2013~2014시즌, 2014-2015시즌 홈구장으로 사용하였으나, '임시' 홈 구장이므로 이 기록에 포함한다.

#### 리그
| 리그                             | 클럽               | 우승                                                     | 준우승               |
| -------------------------------- | ------------------ | -------------------------------------------------------- | -------------------- |
| V-리그                           | GS칼텍스 서울 KIXX | 3 (2007-08, 2013-14, 2020-21)                            | 2 (2008−09, 2012−13) |
| 대통령배 배구대회/슈퍼리그/V투어 | GS칼텍스 서울 KIXX | 9 (1991, 1992, 1993, 1994, 1995, 1996, 1997, 1998, 1999) | 3 (1988, 2000, 2001) |
| KOVO컵                           | GS칼텍스 서울 KIXX | 3 (2007, 2012, 2017, 2020)                               | 3 (2014, 2018, 2021) |

#### 컵대회
- KOVO컵
  - 우승 (3): 2007, 2012, 2017, 2020

### 동반 우승
| 시즌 | 축구 클럽     | 축구 클럽    | 야구 클럽   | 야구 클럽 | 농구 클럽   | 농구 클럽 |
| ---- | ------------- | ------------ | ----------- | --------- | ----------- | --------- |
| 1990 | 럭키금성 황소 | K리그 클래식 | LG 트윈스   | KBO 리그  |             |           |
| 2006 | FC 서울       | 리그컵       |             |           | 삼성 썬더스 | KBL       |
| 2015 | FC 서울       | FA컵         | 두산 베어스 | KBO 리그  |             |           |
| 2016 | FC 서울       | K리그 클래식 | 두산 베어스 | KBO 리그  |             |           |

## 스포츠 시설

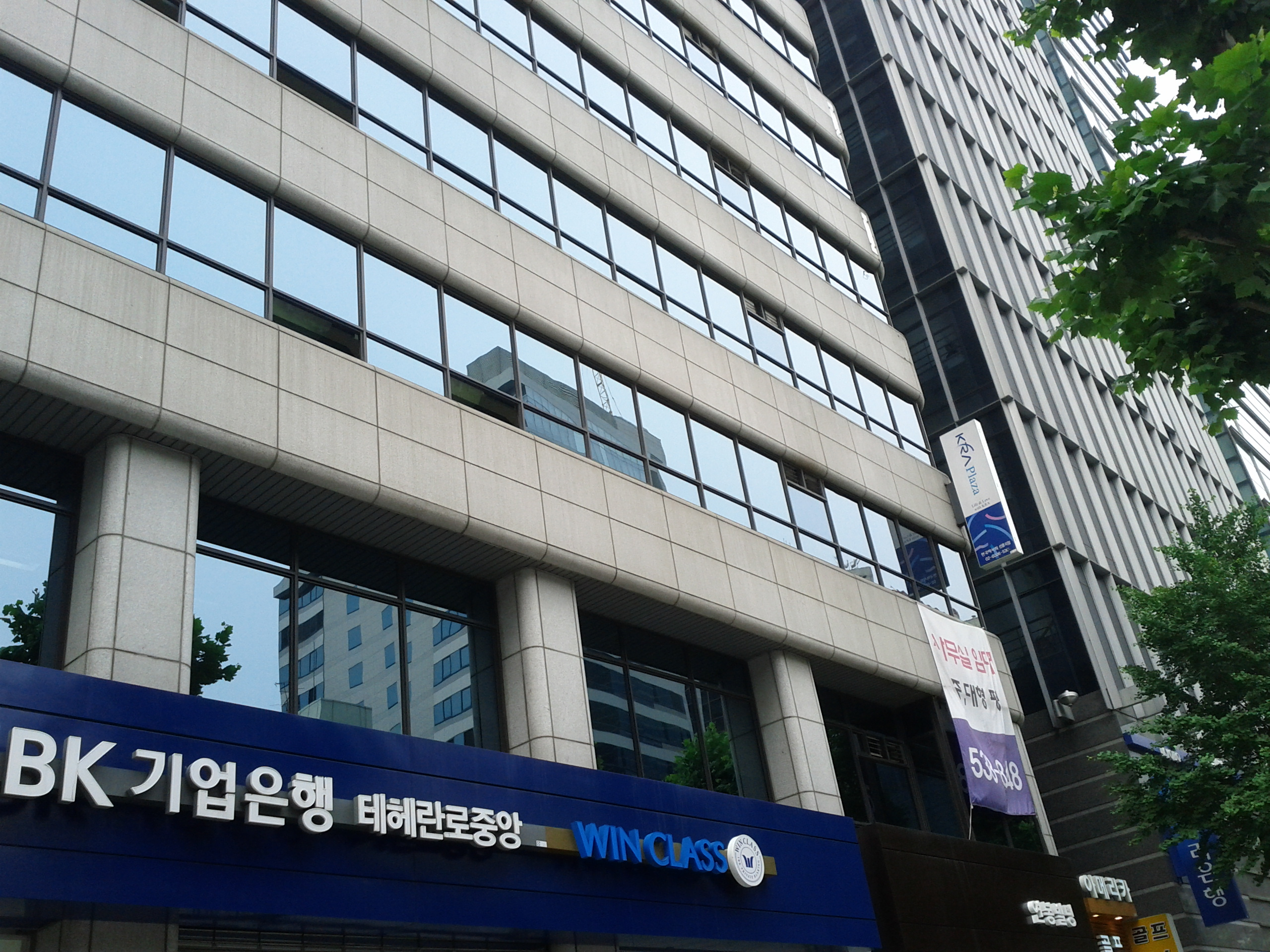
KRA 플라자 선릉 지점

- 서울종합운동장 - 1988년 하계 올림픽을 개최했던 스포츠 경기장 종합 단지로 메인 스타디움인 서울올림픽주경기장과 야구장, 그 외 체육관을 비롯 여러 시설들로 구성되어 있다. 잠실종합운동장이라는 명칭으로 더 자주 불린다.
- 서울월드컵경기장 - 2002년 FIFA 월드컵을 개최했던 경기장이며, K리그 클래식 소속의 프로축구단 FC 서울이 홈 구장으로 사용 중이다.
- 태릉선수촌 - 1970년 3월 개장한 대한민국에서 유일한 종합선수 합숙훈련장이며 축구장 수영장 스케이트장은 물론 각종 치료 및 의료시설과 선수숙소가 즐비해 있다.
- 고척스카이돔 - 2015년에 개관한 야구경기 전용 돔 구장이며, 현재 KBO 리그에 참여하는 넥센 히어로즈가 홈 구장으로 사용 중이다.
- KRA플라자 - 한국마사회에서 개최하는 경마를 중계해주는 시설로 총 10개가 운영 중이다.

## 서울 연고 구단 입성시기와 입성금
| 종목     | 구단                         | 이전 연고지                                        | 서울 입성시기   | 서울 입성금 | 비고                                                                                   |
| -------- | ---------------------------- | -------------------------------------------------- | --------------- | ----------- | -------------------------------------------------------------------------------------- |
| 프로야구 | LG 트윈스                    | 서울 연고 신생팀 (1982년 MBC 청룡으로 출범)        | 1982년          | 미상        |                                                                                        |
| 프로야구 | 두산 베어스                  | 충청 (1982–1984)[1]                                | 1985년          | 미상        |                                                                                        |
| 프로야구 | 키움 히어로즈                | 서울 연고 신생팀[2]                                | 2008년          | 54억        |                                                                                        |
| 프로축구 | FC 서울                      | 충청 (1984–1989) 서울 (1990–1995) 안양 (1996–2003) | 1990년 0 2004년 | 미상 0 75억 |                                                                                        |
| 프로축구 | 서울 이랜드                  | 서울 연고 신생팀                                   | 2015년          | 무상        |                                                                                        |
| 프로농구 | 서울 삼성 썬더스             | 수원 (1996–2001)                                   | 2001년          | 50억        |                                                                                        |
| 프로농구 | 서울 SK 나이츠               | 청주 (1996–2001)                                   | 2001년          | 50억        |                                                                                        |
| 프로배구 | 서울 우리카드 우리WON (남자) | 서울 연고 신생팀[3]                                | 2013년          | 20억        | 서울 장충체육관 리모델링으로 2013-14 시즌 아산을 임시 연고지로 하여 출범               |
| 프로배구 | GS칼텍스 서울 KIXX (여자)    | 인천 (2005–2009)                                   | 2009년          | 10억        | 서울 장충체육관 리모델링으로 2012-13 시즌 구미, 2013-14 시즌 평택을 임시 연고지로 사용 |

[1] 프로야구 창립계획서에 따르면 서울연고 1순위는 MBC이고 2순위는 두산그룹이었고 두 기업 모두 프로야구에 찬성하였으나 충청도지방에는 할 기업이 나타나지않아 두산의 한시적 충청도 연고보장후 프로야구 출범

[2] 넥센 히어로즈는 공식적으로는 2008년 창단한 신생 구단으로 과거 인천+경기+강원을 연고지로 출범했던 삼미 슈퍼스타즈부터 현대 유니콘스까지 전신구단과는 별개의 구단으로 역사와 기록을 승계하지 않는다.

[3] 서울 우리카드 우리WON는 공식적으로는 2013년 창단한 신생 구단으로 과거 서울 연고지로 출범했던 서울 우리캐피탈 드림식스부터 서울 러시앤캐시 드림식스까지 전신구단과는 별개의 구단으로 역사와 기록을 승계하지 않는다.

## 참고 자료
- 두산 20대·여성, 엘지 30대·남성에게 인기